# Ighil Ouchekrid
Ighil Ouchekrid est un village kabyle de la commune d'Aghbalou (Wilaya de Bouira). Il est situé à 800 m d'altitude dans la région de Grande Kabylie. Il surplombe la vallée du Sahel et notamment Tazmalt.  Il est délimité au nord par le parc national du Djurjura et la wilaya de Tizi Ouzou. Sa population est d'environ 3 000 habitants.

## Histoire
Le village a été durement touché pendant la guerre d'Algérie comme nombre de villages de Kabylie.
Beaucoup de personnes d'Ighil Ouchekrid ont émigré dans la Ville de Tazmalt et d'autres villes d'Algérie (Alger, Annaba, Bejaia, Tiz Ouzou, Bouira...)[réf. nécessaire]. Une importante communauté se trouve en Europe notamment en France et au Canada[réf. nécessaire].
Aujourd'hui le village connaît un dynamisme nouveau et urbanisation importante par l'augmentation importante de sa population[réf. nécessaire].
Chaque année les villageois organisent Timechrit et Yennayer.

## Climat
Le climat est un climat de haute montagne : l'hiver est rude, froid et souvent enneigé ; l'été est chaud.